# 37645 Chebarkul
37645 Chebarkul è un asteroide della fascia principale. Scoperto nel 1994, presenta un'orbita caratterizzata da un semiasse maggiore pari a 2,4841923 UA e da un'eccentricità di 0,1462311, inclinata di 6,72968° rispetto all'eclittica.